# Djafga
Djafga  (ou Daftaka, Djafgna,Djafgha) est une localité du Cameroun située dans la commune de Kai-Kai, le département du Mayo-Danay et la Région de l'Extrême-Nord, à proximité de la frontière avec le Tchad.

## Population
En 1967 la localité comptait 1 376 habitants, principalement Mousgoum.
Lors du recensement de 2005, on y a dénombré 4 735 personnes.

## Infrastructures
Djafga est doté d'un lycée public général qui accueille des élèves de la 6e à la Terminale.